# Clara Istlerová
Clara Istlerová (11. prosince 1944 Praha) je česká výtvarnice, působící zejména jako typografka, ilustrátorka a grafická designérka. Jejími rodiči byli surrealistický malíř Josef Istler a výtvarnice Gertruda Istlerová. Vystudovala Střední průmyslovou školu grafickou a Vysokou školu uměleckoprůmyslovou v Praze v ateliéru Františka Muziky. Byla členkou grafické a typografické skupiny Typo &, od roku 1996 členkou Typo Design Clubu. Jejími partnery postupně byli knihař Antonín Vopálenský, sklář Jiří Šuhájek, fotograf Jan Malý a publicista Karel Hvížďala. V roce 2021 o ní vyšla kniha Anežky Minaříkové Clara.